# Skjold (sagokung)
Skjold (eller Sköld) är en sagokung som i nordisk mytologi är en av Odens söner. Han äktade Gefjon och blev kung av Danmark. Han räknas som den danska sköldungaättens mytiska anfader. Frode var hans sonson.
Enligt Snorres Ynglingasaga var Skjold son till Oden och far till den nordiska guden Njord och farfar till Yngve-Frej.